# NCR
A NCR Corporation é uma empresa de tecnologia especializada em produtos para o varejo e setores financeiros. Seus principais produtos são terminais de ponto-de-venda, caixas automáticos, sistemas de processamento de cheques, leitores de código de barras, e produtos para varejo. Também é um grande fornecedor de serviços de manutenção de TI. Entre 1988 e 1997, patrocinaram o NCR Book Award para não-ficção.
A empresa foi fundada em 1884 e comprada pela AT&T em 1991. Uma reestruturação da AT&T em 1996 levou à refundação da NCR em 1 de janeiro de 1997 como uma empresa em separado, e que também envolveu uma subsidiária da AT&T, a Lucent Technologies; a NCR é a única subsidiária da AT&T que reteve seu nome original – todas as outras assumiram o nome dos sucessivos incorporadores.
Para o ano fiscal encerrado em 31 de dezembro de 2006, a NCR Corporation informou um faturamento de US$ 6,142 bilhões, com um rendimento líquido de US$ 382 milhões.
Junho de 2019, NCR Brasil prioriza soluções de software com a aquisição da parte de serviços da Oki, que comprou no passado a Itautec, prestadora de serviços do Itaú. Ao mesmo tempo, a NCR também comprou a parte do Bradesco (50%) na fábrica de Manaus